# Parc éolien du Massif du Sud
Le parc éolien du Massif du Sud est situé en grande partie dans le parc régional du Massif du Sud, sur des terres privées (5 km2) et sur des terres publiques (92,7 km2) de quatre municipalités : Saint-Luc-de-Bellechasse, Saint-Magloire (MRC des Etchemins), Saint-Philémon et Notre-Dame-Auxiliatrice-de-Buckland (MRC de Bellechasse).
Le projet est un des quinze retenus dans le cadre du 2e appel d'offres d'Hydro-Québec Distribution (2005). L'énergie produite par les éoliennes de ce parc est raccordée au réseau via une ligne à 120 kV de 25 km reliant le poste du promoteur vers celui situé à Lac-Etchemin . Le parc est actuellement la propriété de EDF Énergies Renouvelables de Enbridge. Un contrat de vingt ans lie les propriétaires et Hydro-Québec Distribution.

## Caractéristiques du parc
La construction a débuté à l'automne 2011 et l'ouverture complète du parc a eu lieu le 18 janvier 2013. 
Le parc, d'une puissance de 150 MW, compte 75 éoliennes de 2 MW chacune qui sont dispersées sur le territoire . Ces dernières ont été fabriquées par la compagnie allemande REpower. Les pales, les tours et les convertisseurs ont été fabriqués au Québec.

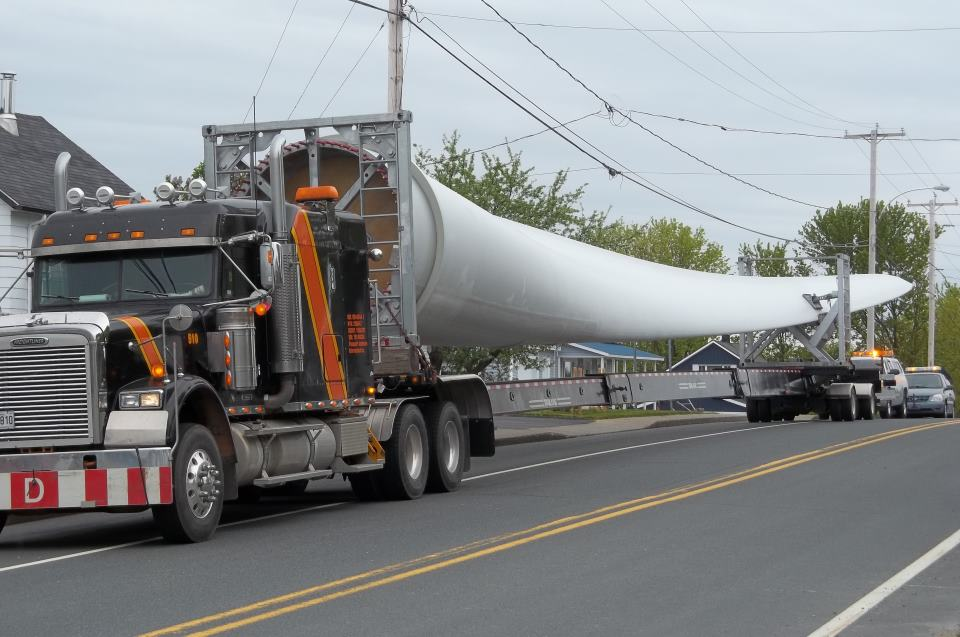
Transport d'une pale d'éolienne dans le village de Saint-Luc-de-Bellechasse.